# District de Tábor
Le district de Tábor (en tchèque : okres Tábor) est un des sept districts de la région de Bohême-du-Sud, en Tchéquie. Son chef-lieu est la ville de Tábor.

## Liste des communes
Le district compte 110 communes, dont 9 ont le statut de ville (město, en gras) et 3 celui de bourg (městys, en italique) :
Balkova Lhota - Bechyně - Bečice - Běleč - Borkovice - Borotín - Bradáčov - Březnice - Budislav - Černýšovice - Chotěmice - Chotoviny - Choustník - Chrbonín - Chýnov - Dírná - Dlouhá Lhota - Dobronice u Bechyně - Dolní Hořice - Dolní Hrachovice - Dráchov - Drahov - Dražice - Dražičky - Drhovice - Haškovcova Lhota - Hlasivo - Hlavatce - Hodětín - Hodonice - Jedlany - Jistebnice - Katov - Klenovice - Komárov - Košice - Košín - Krátošice - Krtov - Libějice - Lom - Malšice - Mažice - Meziříčí - Mezná - Mladá Vožice - Mlýny - Myslkovice - Nadějkov - Nasavrky - Nemyšl - Nová Ves u Chýnova - Nová Ves u Mladé Vožice - Oldřichov - Opařany - Planá nad Lužnicí - Pohnánec - Pohnání - Pojbuky - Přehořov - Psárov - Radenín - Radětice - Radimovice u Tábora - Radimovice u Želče - Radkov - Rataje - Ratibořské Hory - Řemíčov - Řepeč - Řípec - Rodná - Roudná - Šebířov - Sedlečko u Soběslavě - Sezimovo Ústí - Skalice - Skopytce - Skrýchov u Malšic - Slapsko - Slapy - Smilovy Hory - Soběslav - Stádlec - Sudoměřice u Bechyně - Sudoměřice u Tábora - Sviny - Svrabov - Tábor - Třebějice - Tučapy - Turovec - Ústrašice - Val - Vesce - Veselí nad Lužnicí - Vilice - Vlastiboř - Vlčeves - Vlkov - Vodice - Zadní Střítež - Záhoří - Zálší - Želeč - Zhoř u Mladé Vožice - Zhoř u Tábora - Žíšov - Zlukov - Zvěrotice.

## Principales communes
Population des dix principales communes du district au 1er janvier 2024 et évolution depuis le 1er janvier 2023 :
| Tábor              | 34 370 | en augmentation |
| Sezimovo Ústí      | 7 109  | en diminution   |
| Soběslav           | 7 055  | en augmentation |
| Veselí nad Lužnicí | 6 580  | en augmentation |
| Bechyně            | 4 838  | en diminution   |
| Planá nad Lužnicí  | 4 556  | en stagnation   |
| Mladá Vožice       | 2 726  | en augmentation |
| Chýnov             | 2 551  | en augmentation |
| Jistebnice         | 2 150  | en augmentation |
| Malšice            | 1 896  | en augmentation |